# Jan Koller
Jan Koller (Lhota, República Txeca, 30 de març de 1974) és un exfutbolista txec que jugava com a davanter a la selecció de futbol de la República Txeca. És el golejador històric de la República Txeca i de l'ex Txecoslovàquia, amb 55 gols en 91 partits disputats des que va debutar amb la seva selecció el 1999. La bèstia, com també és conegut, va anunciar la seva retirada del futbol internacional després de jugar l'Eurocopa 2008 amb la seva selecció.

## Trajectòria
Koller va néixer a Smetanova Lhota, un poble del Districte de Písek a Bohèmia del Sud a la República Txeca el 30 de març de 1973. És un dels futbolistes més alts d'Europa, amb 2.02 metres, a més de pesar 100 quilograms, és per això que va rebre el sobrenom de la bèstia. Koller va començar entrenant de porter, però més tard va esdevenir un davanter a l'inici de la seva carrera professional.

### AC Sparta de Praga, Lokeren i RSC Anderlecht
El 1994, tenint 21 anys, va signar pel club més important al seu país, l'Sparta Praga, però només va marcar 5 gols en 29 partits, i el club de txec el cedeix el 1996 al Lokeren, de Bèlgica, per un preu de 200 mil euros, considerant-lo com un jugador amb poca projecció, va jugar al Lokeren fins a la temporada 1998-1999. Tres anys després de la seva arribada al Lokeren va fitxar pel RSC Anderlecht de Brussel·les, sent el màxim golejador de la Lliga belga i amb la qual va guanyar dos títols de lliga.

### Borussia Dortmund
A la temporada 2001-2002 va fitxar pel club alemany Borussia Dortmund per més de 21 milions d'euros, club al que va viure el seu millor moment futbolístic acompanyat pel seu compatriota Tomáš Rosický. En un partit amb Borussia Dortmund de la Bundesliga contra el Bayern de Múnic Jens Lehmann va ser expulsat a la segona meitat i Koller va ser col·locat a la seva posició. No va encaixar gols, encara que jugadors com Michael Ballack van tenir oportunitats de marcar, va ser nomenat el millor Porter de la setmana per la seva excel·lent actuació, no obstant això, el seu equip va ser derrotat. Durant la seva estada amb el club va guanyar el títol de Lliga i va jugar la final de la Copa de la UEFA.

### AS Monaco
A principis de juny de 2006, abans de començar El mundial d'Alemanya de 2006 en el qual va participar, Koller fitxa per l'AS Monaco de França per a les dues pròximes temporades després de no renovar el seu contracte amb el Borussia Dortmund. Durant el seu pas per l'equip francès no va tenir gaire sort i només va marcar 8 gols en 32 partits.

### FC Nürnberg, Krylia Sovetov Samara, AS Cannes i retirada provisional
A principis de 2008, Jan va signar amb el club alemany 1. Fußball-Club Nürnberg VfL per jugar la segona meitat de temporada 2007-2008.
A la següent temporada Koller se'n va a la lliga russa, concretament al PFK Krília Sovétov Samara, on va estar una temporada marcant 16 gols en 46 partits.
A la temporada 2009-2010 fitxa per l'AS Cannes, va estar dues temporades al club de la tercera divisió francesa. Va marcar 20 gols en 44 partits. Al final de la seva segona temporada amb l'equip francès va anunciar la seva retirada del futbol per problemes als bessons i al cor.

### AFK Smetanova Lhota
Només dos mesos després de la seva retirada del món del futbol torna per jugar a l'AFK Smetanova Lhota, club del poble on va néixer. Al parit del seu debut amb l'equip txec va marcar un gol.

## Internacional
Ha estat internacional amb la selecció de futbol de la República Txeca en 91 partits i ha marcat 55 gols. Amb la seva selecció ha jugat les Eurocopes dels anys 2000, 2004 i 2008 i el Mundial 2006.